# Bruce Iglauer

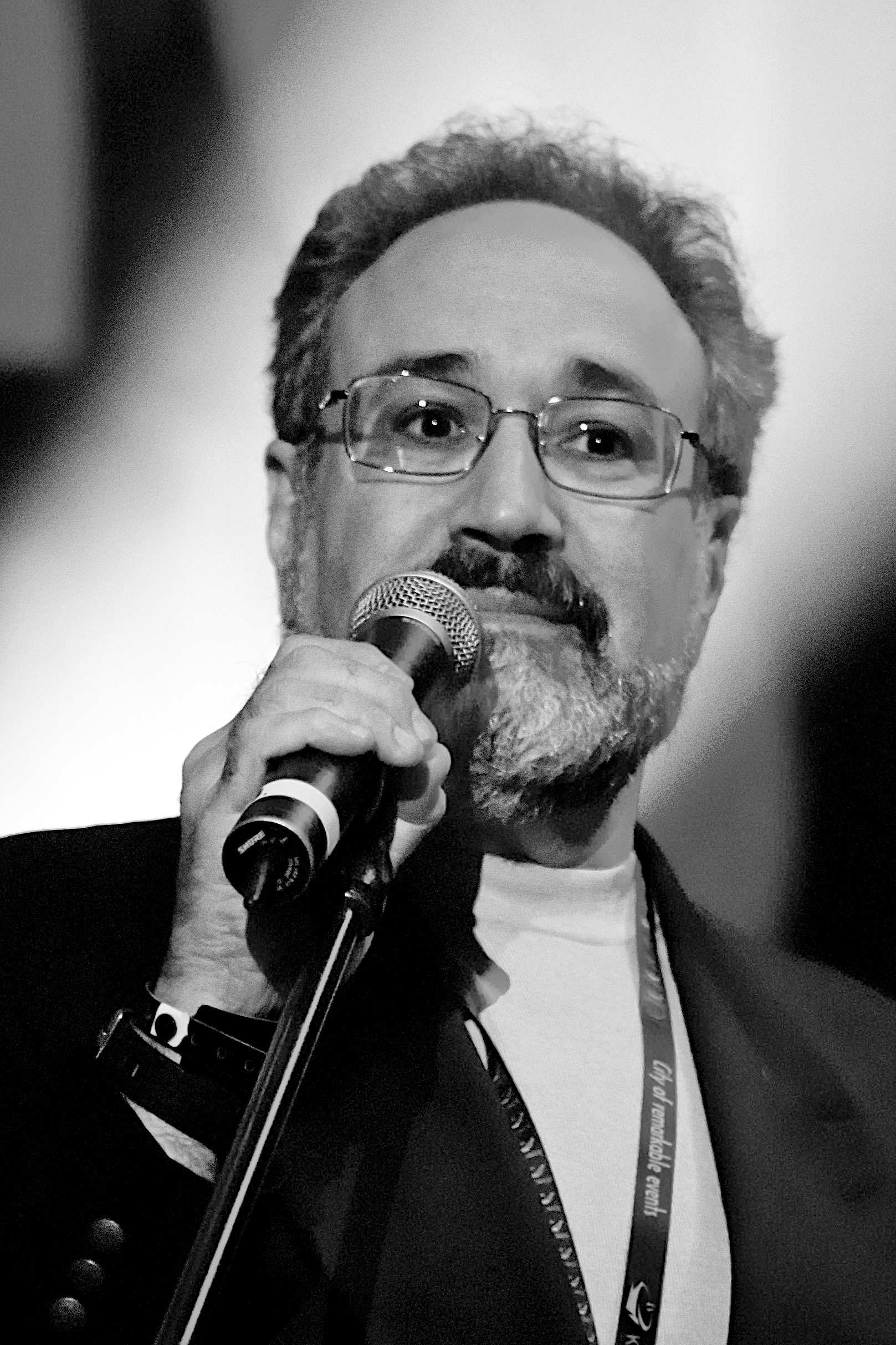
Bruce Iglauer, 2011

Bruce Iglauer (* 10. Juli 1947 in Ann Arbor, Michigan) ist der Gründer und Besitzer des unabhängigen Blueslabels Alligator Records.

## Leben
Iglauer wurde in Ann Arbor geboren und wuchs in Grand Rapids auf. Während seines Studiums an der Lawrence University in Appleton, Wisconsin, wurde er mit Blues vertraut. Auf der Universität moderierte er eine Blues-Radiosendung und promotete Konzerte von Howlin’ Wolf und Luther Allison. Hier lernte er Bob Koester kennen und trat bei Delmark Records in Chicago ein. Nachdem ein Vertrag von Hound Dog Taylor von Delmark nicht unterzeichnet wurde, gründete er 1971 Alligator Records. Bis heute hat das Label etwa 250 Alben mit verschiedenen Blues- und Bluesrockkünstlern aufgenommen.
Bruce Iglauer wurde 2002 „Chicagoan of the Year“. Er gründete auch die National Association of Independent Record Distributors (NAIRD), später umbenannt in Association For Independent Music (AFIM). Er sitzt im Vorstand der Blues Foundation, der Blues Community Foundation und der American Association For Independent Music (AFIM). Iglauer ist mit Jo Kolanda verheiratet, sie brachte eine Tochter in die Ehe mit, das Paar hat auch eine gemeinsame Tochter.